# Юскова-Воля
Юскова-Воля (словац. Juskova Voľa) — село и одноимённая община в районе Вранов-над-Топлёу Прешовского края Словакии. В письменных источниках начинает упоминаться с 1390 года.

## География
Село расположено в южной части края, на восточных склонах Сланских гор, при автодороге 3615. Абсолютная высота — 255 метров над уровнем моря. Площадь муниципалитета составляет 18,13 км².

## Население
| Год:                | 1994 | 2004     | 2014    | 2024     |
| ------------------- | ---- | -------- | ------- | -------- |
| Количество человек: | 278  | 315      | 320     | 287      |
| Разница:            |      | +13,30 % | +1,58 % | −10,31 % |

По данным последней официальной переписи 2011 года, численность населения Юскова-Воли составляла 338 человек.